# فضاء طوبولوجي متواصل
فضاء طوبولوجي متواصل نقول عن فضاء طوبولوجي (E,T) أنه مُـتَّواصِل إذا لم نتمكن من فصله إلى مجموعتين مفتوحين لا يتقاطعان قطعاً. أو بعبارة أُخرى لا يوجد مفتوحان في هذا الفضاء يتممان بعضهما البعض فيه لكن لا يتقاطعان. والمعنى ذاته يصاغ في واحدة مما يلي:
1. إذا فـُصِل E إلى مفتوحَين غير متقاطعَين فأحدُهما الفراغٌ.
2. إذا فـُصِل E إلى مغلَقَين غير متقاطعَين فواحدٌ منهما فراغُ الآخرِ الفضاء E نفسه.
3. إذا طبقنا الفضاء إلى {0,1}مُطَبْلَجٍ بفَظـَّتِهِ فالتطبيق المتصل ثابت

{0,1}{\displaystyle f:E\rightarrow }
1. غيرَ الفضاء والفراغ لايوجد أيّ مفتوحٍ مغلقٍ

مثال:
1. الأجزاء المتواصلة من المحور الحقيقي هي مجالاته.
2. مجموعة لصوق {\displaystyle (u_{n})_{n\in \mathbb {N} }} حيث {\displaystyle lim_{n\rightarrow \infty }d(u_{n+1},u_{n})=0}

مجموعة متواصلة

## تقديم
ما هو الشأن بالنسبة إلى الفضاءات الطوبولجية غير المـُمْتَرةِ, حيث تعمِّم المدمجاتُ الأشكالَ المغلقةَ والمحدودةَ
في فضائنا الاعتيادي أو الهندسة الأقليدية ؛المتواصلاتُ أو الفضاءات الطوبولوجية المتواصلة تعمِّم مفهومَ الشيء المملوء والمتماسكةُ أجزاؤهُ والملتصقُُ بعضها ببعضٍ مثل الكرة الحديدية أو القرص أو قطعةٍ من المستقيم. بخلاف الفلكات، الدوائر أو النقطتانيات والتي تقسم كل واحدة منهنّ الفضاء إلى أكثرَ من جزئين.
و هذا يمكننا أيضا من تعميم بعضٍ من خصائص الاتصال التحليلي مثل مبرهنة القيم المتوسطة. ونهتم بالتواصل في التحليل لشدة تشابهه بمفهوم الاتصال. وهو المفهوم المؤسس للطوبولوجية تاريخيا.
1. لأن الخصائص الهندسية أو التحليلية منها التي تـُحتـَرم في نقطة ما محليا تَتَحقَّق تلقائيا في كل الفضاء.و يمـَكـِّن دراسة الجصائص العامة للفضاء محليا.
2. حيز هام من التحليل العقدية والاشتقاق بشكل عام يعتمد على الاتصال.

## التطبيقات المُتَّصلة
تعريف:
نقول أن تطبيقا من فضاء طوبولوجيّ إلى آخر متصلٌ إذ كان يعكس كلَّ مفتوحٍ إلى مفتوحٍ.
وبعبارة أُخرى:
إذا كان {\displaystyle (E_{1},T_{1})} و{\displaystyle (E_{2},T_{2})} فضائين طوبولوجين فنقول أن التطبيق {\displaystyle f:(E_{1},T_{1})\rightarrow (E_{2},T_{2})} متصل إذا تحقق:
```
  

  

    

      

        
∀

        
U

        
⊂

        

          
T

          

            
2

          

        

        
:

        

          
f

          

            
−

            
1

          

        

        
(

        
U

        
)

        
⊂

        

          
T

          

            
1

          

        

      

    

    
{\displaystyle \forall U\subset T_{2}:f^{-1}(U)\subset T_{1}}

  

```

مبرهنة: 
صورة متواصلٍ بتطبيق متصل، جزء متواصل من فضاء الوصول.
و بعبارة أُخرى التطبيقات المتصلة(من فضاء طوبولوجي إلى آخرٍ)  تحافظ على التواصل.

## بعض معايير التواصل
1. خاصية:لصوق كل جزءٍ متواصلٍ, جزءٌ متواصلٌ.

1. خاصية:إذا كانت {\displaystyle (U_{i})_{i\in I\subset \mathbb {N} }} أُسرة من متواصلات فضاء طوبولوجي حيث:

{\displaystyle \cap _{i\in I}U_{i}\neq \emptyset }
فإن.
{\displaystyle \cup _{i\in I}U_{i}} جزء متواصل.
تعريف: نسمِّى اتحادَ كلّ ألأجزاءالمتواصلة من فضاء طوبولوجي (E,T)التي تحتوي نقطة ما x مُرَكِّبُ تَوَاصُلِ هذه النقطة في E.
خاصية: لتكن x نقطةً من فضاء طوبولوجي E.
1. مركب تواصل x هو أكبر متواصل يحتويه.
2. مركب تواصل x جزءٌ مغلق.

تعريف:نعتبر y و x نقطتين من E. نسمي طريقا أصلها x وطرفها y كل تطبيق f متصل من المجال[0,1] ألى E حيث f(0)=x و f(1)=y
خاصية إذا وصّلناكل نقطتين من E بطريق فإن E متواصل.